# Tsuguo Sakumoto
Tsuguo Sakumoto (Onna, 13 dicembre 1947) è un karateka giapponese.
È stato pluricampione mondiale della WUKO ed è tuttora direttore della commissione tecnica della W.K.F.(World Karate Federation). Studiò direttamente dal 4º Soke del Ryūei-ryū, Kenko Nakaima. In un'intervista, Sakumoto dice di aver cominciato la pratica del Karate quando frequentava l'università; gli allenamenti erano faticosi e spesso ha pensato di lasciare. Il primo kata gli è stato insegnato dopo 5 anni di pratica, Niseishi. Tuttora è presidente dell'Associazione Mondiale per la Preservazione del Ryuei Ryu (Ryūei-ryū Karate Kobudō Ryūhō-Kai). Oggi cintura nera 9º Dan, vive attualmente a Okinawa. Nell'agosto del 2008 è stato promotore del Sakumoto Karate Fest, seminario internazionale del Ryuei Ryu in memoria dell'attacco americano a Okinawa, sulla spiaggia di Manza.

## Palmarès
Ha ottenuto il primo posto sul podio e dunque la medaglia d'oro nelle seguenti competizioni:
- Mondiali:

3 Campionati mondiali di karate kata individuale
Maastricht 1984
Sydney 1986
Il Cairo 1988
2ºWorld karate Games kata ind.
3ºWorld Karate Games kata ind.
2ºWorld karate Cup kata ind.
3ºWorld Karate Cup kata ind.